# Deutsche Bundespost
Deutsche Bundespost (федеральна пошта Німеччини) була німецькою державною поштовою службою та телекомунікаційним підприємством, заснованим у 1947 році. Спочатку це був другий за величиною федеральний роботодавець свого часу. Після скорочення персоналу в 1980-х роках штат був скорочений приблизно до 543 200 співробітників у 1985 році. Корпорація була розпущена в 1995 році внаслідок двох раундів поштових реформ, які відбулися в німецькій пошті в 1989 і 1995 роках відповідно. Після реформ колишня Deutsche Bundespost була розділена на три публічні корпорації: Deutsche Post AG (Німецька пошта), Deutsche Telekom (Німецький телеком) і Deutsche Postbank AG (Німецький поштовий банк).

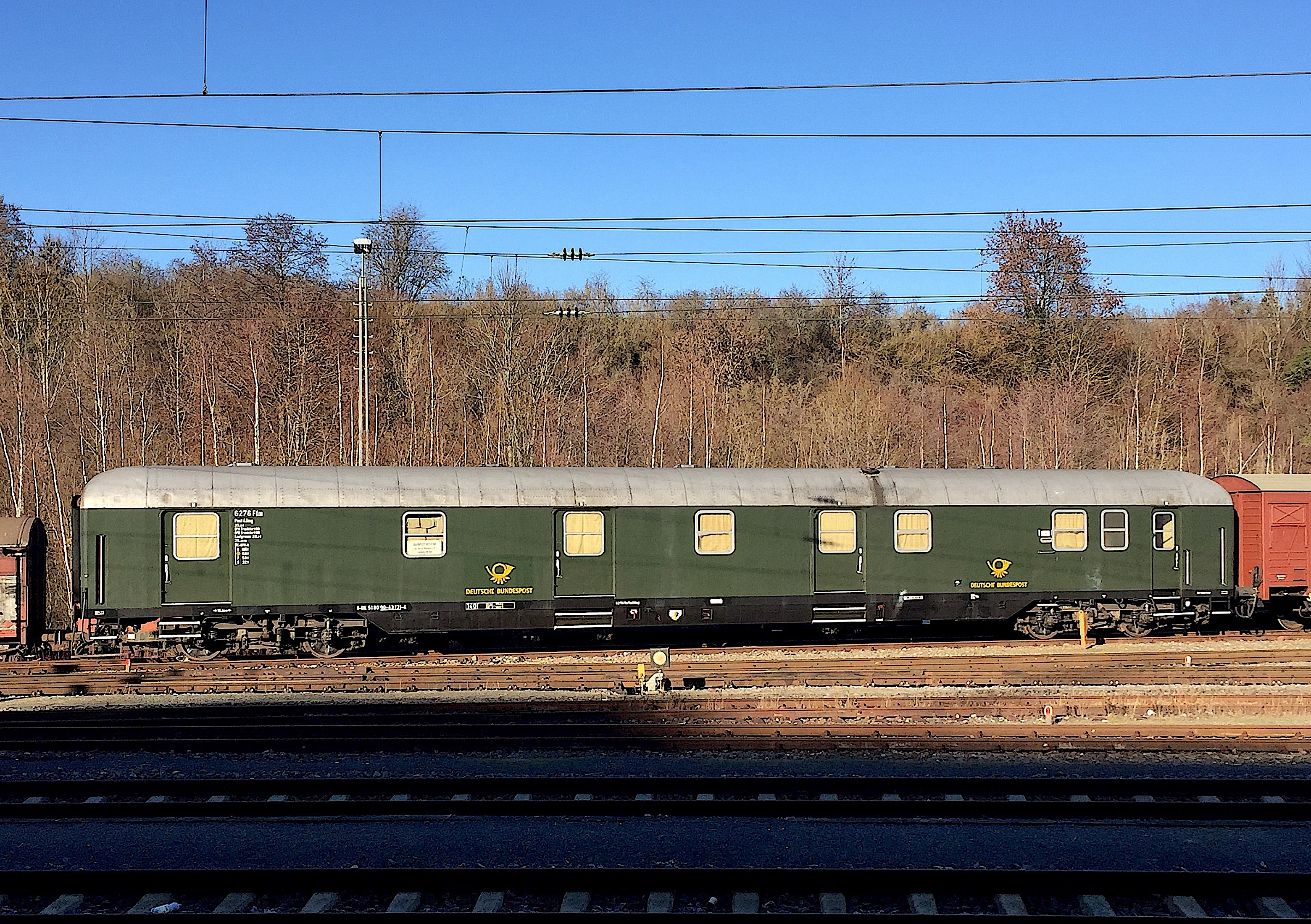
Поштовий залізничний вагон Deutsche Bundespost у Ротвайлі

## Історія
Створене в 1947 році в Тризоні як наступник Reichspost (Німецька імперська пошта), до 1950 року підприємство називалося Deutsche Post (Німецька пошта). До 1989 року Deutsche Bundespost була державною компанією.
Федеральне міністерство пошти та телекомунікацій (Bundesministerium für Post und Telekommunikation) зберегло відповідальність за нагляд за поштовими послугами та телекомунікаціями. Після розпуску цього міністерства 1 січня 1998 року ці завдання взяло на себе нове федеральне агентство з регулювання мереж (Bundesnetzagentur, раніше RegTP) під керівництвом федерального міністерства економіки та технологій. Інші функції (наприклад, випуск поштових марок) взяло на себе федеральне міністерство фінансів. Деякі телекомунікаційні функції (включаючи радіо BOS) були передані федеральному міністерству внутрішніх справ.
Для певних офіційних і юридичних цілей (зокрема певних фінансових, медичних та інших послуг для колишніх державних службовців пошти) було створено «федеральну установу пошти та телекомунікацій» (Bundesanstalt für Post und Telekommunikation).